# Planchonella arnhemica
Planchonella arnhemica là một loài thực vật có hoa trong họ Hồng xiêm. Loài này được (F.Muell. ex Benth.) P.Royen miêu tả khoa học đầu tiên năm 1957.